# Посольство Афганістану в Україні
Посольство Ісламської Республіки Афганістану в Києві — офіційне дипломатичне представництво Ісламської Республіки Афганістан в Україні, відповідає за розвиток та підтримання відносин між Афганістаном та Україною.

## Історія посольства
Після проголошення незалежності Україною 24 серпня 1991 року Афганістан визнав Україну 24 грудня 1991 року. 17 березня 1992 року між Україною та Афганістаном було встановлено дипломатичні відносини. Посольство розміщувалося за адресою по Червонозоряному проспекту, 42, звідки згодом переїхало на вулицю Яслинську, 9/7. У 2012 році посольство знову змінило адресу та переїхало в будівлю по вулиці Уляни Громової, 14.

## Структура посольства
- Посол
- Заступник Глави Місії
- Перший секретар — економічний сектор
- Другий секретар — консул
- Другий секретар — адміністративна і фінансова секція

## Посли Афганістану в Україні
1. Мохаммад Аман (1996-2000), т.п.[2]
2. Саєд Махмуд Фарані (2000-2002), т.п.
3. Сейєд Мохаммад Хайрха (2002–2005), посол
4. Мохаммад Асеф Делавар (2005–2010)
5. Фазлуррахман Фазіл (2011-2013)
6. Мохаммад Акбар Мохаммаді (2013-2017)[3]
7. Сардар Мохаммад Рахманогли (2017-2020)[4][5].
8. Валі Монавар (2020-)[6].